# Mubadala Citi DC Open 2023
Die Mubadala Citi DC Open 2023 waren ein Tennisturnier der WTA Tour 2023 für Damen und ein Tennisturnier der ATP Tour 2023 für Herren, welche zeitgleich vom 31. Juli bis 6. August 2023 in Washington, D.C. stattfanden.

## Herrenturnier
→ Hauptartikel: Mubadala Citi DC Open 2023/Herren
→ Qualifikation: Mubadala Citi DC Open 2023/Herren/Qualifikation

## Damenturnier
→ Hauptartikel: Mubadala Citi DC Open 2023/Damen
→ Qualifikation: Mubadala Citi DC Open 2023/Damen/Qualifikation